# Druppeltapaculo
De druppeltapaculo (Psilorhamphus guttatus) is een zangvogel uit de familie Rhinocryptidae (tapaculo's).

## Verspreiding en leefgebied
Deze soort komt voor in zuidoostelijk Brazilië en noordoostelijk Argentinië.

## Status
De grootte van de populatie is niet gekwantificeerd maar de soort wordt omschreven als zeldzaam tot plaatselijk vrij algemeen. Op de Rode lijst van de IUCN heeft deze soort de status niet bedreigd.